# 자격권리
자격권리(Entitlement)는 한 사회의 법적인 구조와 관련을 짓는 의무조항을 일컫는 말이다.  통상적으로, 자격권리란 사회적 평등의 개념에 기초한 원칙(권리)의 개념에 기초한다.

## 심리학
심리분석학적으로 자격권리가 너무 지나치게 된 경우에는 어떤 개인에게만 특별한 권한이 주어져야 한다고 생각한다.  이것은 자기 자신이 어렸을 때 고통을 겪었거나 상처를 받았으므로 보상을 받아야 한다는 자격이 평등하게 주어졌다는 심리적 반응이다.  이것은 주로 Y 세대(1982년 - 1995년 출생)에게서 발생하며, 그들은 그 전세대 보다 그들에게 보다 많은 것이 주어져야 한다고 생각한다는 것이다.